# Burnside-St. Chads
Burnside-St. Chads is een local service district en designated place in de Canadese provincie Newfoundland en Labrador. Het bevindt zich aan de oostkust van het eiland Newfoundland en bestaat uit de dorpen Burnside en St. Chads. 

## Geschiedenis
Het local service district Burnside-St. Chads werd opgericht in 1986, waardoor de inwoners van de gemeentevrije plaatsen Burnside en St. Chads voor het eerst een beperkte vorm van lokaal bestuur kregen.
In de jaren na de creatie van dit local service district ging het Canadese federale statistiekagentschap Burnside-St. Chads in het kader van haar volkstellingen als een designated place beschouwen.

## Geografie
Burnside-St. Chads bevindt zich op Eastport, een relatief groot schiereiland aan de Newfoundlandse oostkust. Het gebied ligt meer bepaald in het noordoosten van dat schiereiland. Allebei de nederzettingen liggen aan goed beschermde wateren die uitgeven in het Morris Channel.
Burnside is het noordelijkste van de twee plaatsen, met St. Chads dat zo'n 3 km zuidelijker ligt. Nog eens 4 km ten zuiden van St. Chads ligt het dorp Eastport. Beide plaatsen van het local service district zijn via de weg enkel bereikbaar langs de baan die vanuit Eastport via St. Chads tot in Burnside loopt.
Het gebied ligt in vogelvlucht iets minder dan 10 km ten noordoosten van het Nationaal Park Terra Nova.

## Demografie
Demografisch gezien kent Burnside-St. Chads, net zoals de meeste afgelegen Newfoundlandse plaatsen, reeds enkele decennia een dalende trend. Tussen 1991 en 2021 daalde de bevolkingsomvang van 145 naar 79. Dat komt neer op een daling van 66 inwoners (-46%) in dertig jaar tijd.
| Demografische ontwikkeling van Burnside-St. Chads tussen 1991 en 2021 |
| --------------------------------------------------------------------- |
|                                                                       |
| Bron: 1991–1996, 2001–2006, 2011–2016, 2021                           |

In 2021 telde het gebied 96 woningen waarvan er 42 permanent bewoond waren. Iedereen had het Engels als moedertaal.

## Veerhaven

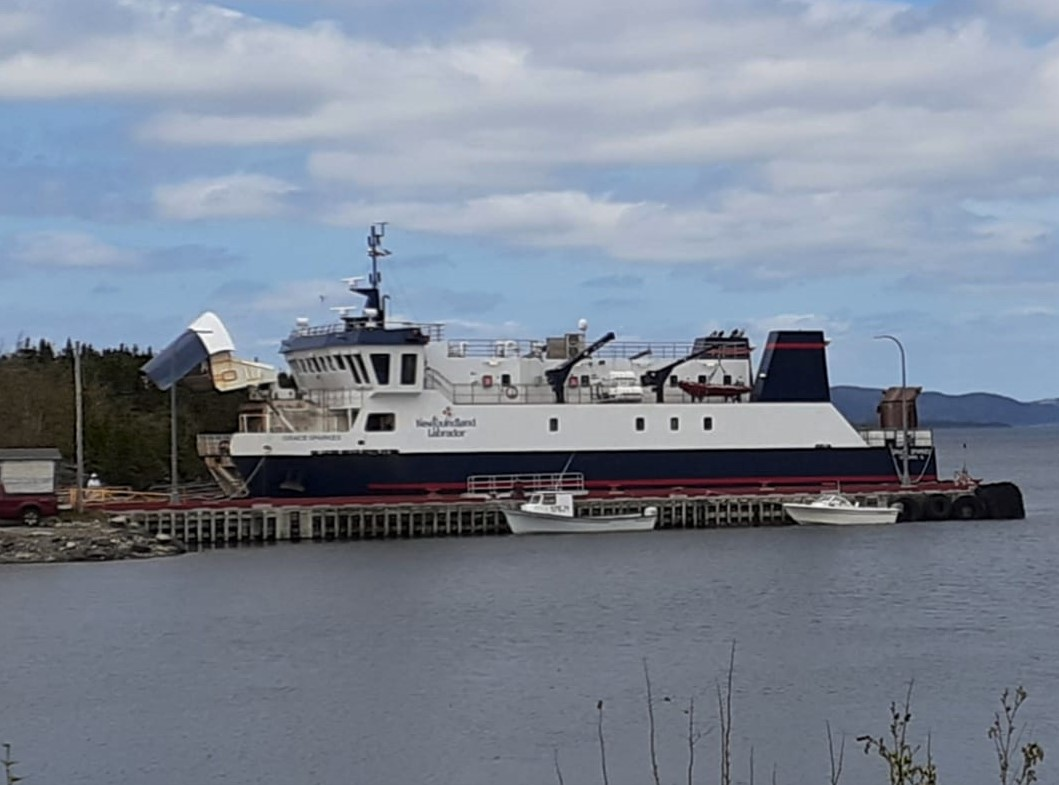
De MV Grace Sparkes in de veerhaven van Burnside

In Burnside bevindt zich een kleine veerhaven. Van daaruit maakt een veerboot twee- tot driemaal per dag de verbinding met St. Brendan's, een kleine gemeenschap op Cottel Island. De oversteek naar de outport duurt één uur en overbrugt een afstand van 18 km. De veerboot, de MV Grace Sparkes, heeft een capaciteit van 80 personen en 16 voertuigen.